# People Are Strange
People Are Strange – utwór amerykańskiej grupy The Doors z płyty Strange Days, wydanej w 1967 roku. Piosenka wydana została na singlu, we wrześniu tego samego roku. Piosenka powstała na skutek depresji Jima Morrisona, wokalisty zespołu, który opisał w niej uczucie własnej alienacji. Muzykę do tekstu Morrisona napisał gitarzysta Robby Krieger.

## Inne wersje
- Kennedy & Jaz Coleman – Riders on the Storm: The Doors Concerto (2000)
- Twiztid – Freek Show (2000)